# 맨 인 더 다크
《맨 인 더 다크》(Don't Breathe)는 2016년 공개된 미국의 공포 영화이다.

## 캐스팅
- 제인 레비 : 록키 역
- 딜런 미넷 : 알렉스 역
- 스티븐 랭 : 눈 먼 노인 역
- 대니얼 조바토 : 머니 역
- 세르게이 오놉코 : 트래버 역
- 제인 메이 그레이브스 : 레베카 역